# Rootsiklaid
Rootsiklaid är en ö utanför Estlands västkust. Den ligger i Varbla kommun och i landskapet Pärnumaa, 130 km söder om huvudstaden Tallinn. Öns storlek är 0,2 kvadratkilometer. Terrängen är mycket platt och öns högsta höjd är endast två meter ovan havsnivån. Omkring 400 meter västerut ligger den större ön Kõrksaar. Öns namn är estniska för Sverigeön, ett minne från den tid då estlandssvenskar var bosatta i området. 